# Taschtyp (Ort)
Taschtyp (russisch Ташты́п; chakassisch Тастып) ist ein Dorf (selo) in der Republik Chakassien (Russland) mit 6423 Einwohnern (Stand 14. Oktober 2010).

## Geographie
Der Ort liegt knapp 150 km Luftlinie südwestlich der Republikhauptstadt Abakan und gut 20 km nordwestlich von Abasa am linken Abakan-Nebenfluss Taschtyp. Der Taschtyp durchfließt ein weites Tal zwischen dem Abakangebirge im Westen und Ausläufern des Westsajan südlich des Ortes.
Taschtyp ist Verwaltungssitz des Rajons Taschtypski sowie Sitz und einzige Ortschaft der Landgemeinde Taschtypskoje selskoje posselenije.

## Geschichte
Das Dorf wurde im 18. Jahrhundert gegründet, zunächst als Kosaken-Wachposten und Stützpunkt zur Verteidigung gegen die Dsungaren unweit der damaligen Grenze des Russischen Reiches sowie als russischer Vorposten in vorwiegend von Chakassen bewohntem Gebiet. Sein Name wurde von dem des Flusses abgeleitet, der im Chakassischen für „steinerner Grund“ steht. Zu Beginn des 19. Jahrhunderts wurde Taschtyp Staniza, gegen Ende des Jahrhunderts und zu Beginn des 20. Jahrhunderts kam eine Vielzahl von Umsiedlern aus Zentralrussland in den Ort.
Seit 1924 ist Taschtyp Zentrum eines Rajons, mit Unterbrechung von 1963 bis 1968, als der Rajon bis 1965 aufgelöst war und sich danach der Verwaltungssitz vorübergehend in Abasa befand.

### Bevölkerungsentwicklung
| Jahr | Einwohner |
| ---- | --------- |
| 1939 | 5452      |
| 1959 | 4997      |
| 1970 | 5359      |
| 1979 | 6086      |
| 1989 | 7536      |
| 2002 | 6473      |
| 2010 | 6423      |

Anmerkung: Volkszählungsdaten

## Verkehr
Taschtyp wird östlich von der Regionalstraße A161 umgangen, die Abakan mit Ak-Dowurak in der südlich benachbarten Republik Tuwa verbindet. Südlich des Ortes überquert sie den nördlichsten Ausläufer des Westsjan über einen knapp 1000 m hohen Pass in Richtung Abasa. Dort befindet sich auch die nächstgelegene Bahnstation, Endpunkt einer 70 km langen Zweigstrecke von Askis an der Südsibirischen Eisenbahn Nowokusnezk – Abakan – Taischet.